# 克羅伊·卡戴珊
克羅伊·亞歷珊卓·卡戴珊（英語：Khloé Alexandra Kardashian，1984年6月27日—），出生于加利福尼亞州洛杉磯，是美國的一位電視名人、名媛、商人，主持人及模特。曾參與多个真人秀的錄製。

## 生平
簡述
2009年與職業籃球運動員拉瑪爾·奥多姆结婚，但在2013年向法院遞交離婚申請，於2016正式離婚。
同年，她認識了克里夫蘭骑士球員崔斯坦·湯普森。她在2017年12月公佈懷孕的消息。2018年4月，克羅伊在克利夫蘭誕下女兒True。就在克羅伊女兒出生前幾日，八卦媒體報導了崔斯坦不忠的消息，甚至有影片顯示出崔斯坦與多名女子在夜店熱吻的影片。2019年2月，媒體曝光了崔斯坦和克羅伊妹妹凱莉·珍娜的好友喬丁·伍茲 (Jordyn Woods) 的外遇醜聞。隨後，克羅伊和崔斯坦分手。2020年尾，克羅伊和崔斯坦復合。
詳述
2008年，克羅伊·卡戴珊（Khloé Kardashian）與籃球運動員拉沙德·麥坎茨（Rashad McCants）約會。兩人在2009年1月下旬七個月後分手。
2009年9月27日，克羅伊·卡戴珊（Khloé Kardashian）與當時是洛杉磯湖人隊成員的職業籃球運動員拉瑪爾·奧多姆（Lamar Odom）結婚。
這對夫婦在奧拉瑪的隊友Metta World Peace的聚會上相識一個月後就閃電結婚。克羅伊·卡戴珊加上了丈夫的姓，成為Khloé Kardashian Odom。
2013年12月13日，經過幾個月的分居後，克羅伊·卡戴珊（Khloé Kardashian）申請與拉瑪爾·奧多姆（Odom）離婚，並合法恢復其姓氏。 
雙方於2015年7月簽署了離婚文件。 
離婚案尚未在2015年10月獲得法官的最終批准，當時拉瑪爾在內華達州的一個妓院中昏迷不醒後住院。拉瑪爾昏迷了四天。 在拉瑪爾還在醫院的時候，克羅伊暫時撤回了她的離婚申請。 
克羅伊·卡戴珊在接受《人物》雜誌採訪時證實，他們並未和解，但離婚已暫時撤回，以便她可以代表拉瑪爾·奧多姆做出醫療決定。 
克羅伊·卡戴珊（Khloé Kardashian）和拉瑪爾·奧多姆（Odom）的離婚案於2016年12月完成。
2014年1月，她與說唱歌手法國人蒙大拿（Magana Montana）開始了戀愛關係，他們於當年12月分手。
2015年，克羅伊·卡戴珊（Khloé Kardashian）在史坦波中心（Staples Center）參加姐夫肯伊·威斯特（Kanye West）的生日聚會，隨後就開始與籃球運動員詹姆斯·哈登（James Harden）約會。
結束與詹姆斯·哈登（James Harden）八個月的戀情後，克羅伊·卡戴珊（Khloé Kardashian）與籃球運動員崔斯坦·湯普森（Tristan Thompson）確立戀愛關係。
克羅伊·卡戴珊（Khloé Kardashian）於2018年4月12日生下一個女兒，即特魯·湯普森（True Thompson）。
2019年2月，克羅伊·卡戴珊（Khloé Kardashian）和崔斯坦·湯普森（Tristan Thompson）分開，因為崔斯坦被媒體爆出與克羅伊同母異父的妹妹凱莉·詹娜（Kylie Jenner）當時最好的朋友喬丁·伍茲（Jordyn Woods）出軌。
因此，克羅伊·卡戴珊（Khloé Kardashian）便將喬丁·伍茲（Woods）從她的服裝系列“ Good American Website”中踢除。  
2020年夏季，在COVID-19大流行期間，克羅伊·卡戴珊（Khloé Kardashian）和崔斯坦·湯普森（Tristan Thompson）在隔離之後，又重新在一起了。